# آبشار کورت هاوس
آبشار کورت هاوس (به انگلیسی: Courthouse Falls) آبشاری است که در جنگل ملی پیزگاه، کارولینای شمالی، ایالات متحده آمریکا واقع شده و ارتفاع کلی ریزشگاه آن ۴۰ فوت (۱۲ متر) است.